# Canon EF-S 55-250 мм
Canon EF-S 55-250 мм — серия телеобъективов для фотоаппаратов Canon EOS с матрицей формата APS-C.

## Описание
Все версии объективов имеют байонет EF-S, диапазон фокусных расстояний от 55 до 250 мм и диафрагму от f/4 на коротком фокусном расстоянии до f/5,6 на длинном.
Объективы предназначены для фотоаппаратов с кроп-матрицей, соответственно фокусное расстояние будет эквивалентно 88—400 мм.
Объективы оснащёны стабилизатором изображения (IS), позволяющим значительно снизить размытость изображения, вызванную сотрясением рук.
Первый объектив был выпущен в США в середине апреля 2008 года по розничной цене 255 долларов США и предлагался как дополнение к Canon EF-S 18-55mm IS.
Вторая версия объектива была анонсирована в июне 2011 года, она идентична по характеристикам предыдущей версии и имеет точно такую же оптику и систему стабилизации изображения, но с изменённым внешним видом.
В августе 2013 года была анонсирована третья версия объектива с изменённой оптической конструкций и технологией STM. Этот объектив был отправлен розничным продавцам в конце сентября 2013 года и первоначально стоил 350 долларов США.

## Сводная таблица
| Характеристика                               | f/4-5.6 IS              | f/4-5.6 IS II           | f/4-5.6 IS STM          |
| -------------------------------------------- | ----------------------- | ----------------------- | ----------------------- |
| Изображение                                  |                         |                         |                         |
| Основные характеристики                      |                         |                         |                         |
| Рассчитан на полный кадр                     | Нет                     | Нет                     | Нет                     |
| Стабилизация изображения                     | Да                      | Да                      | Да                      |
| Ультразвуковой привод АФ                     | Нет                     | Нет                     | Нет                     |
| Шаговый Мотор                                | Нет                     | Нет                     | Да                      |
| L-серия                                      | Нет                     | Нет                     | Нет                     |
| Дифракционная оптика                         | Нет                     | Нет                     | Нет                     |
| Макро                                        | Нет                     | Нет                     | Нет                     |
| Рычаг блокировки зума                        | Нет                     | Нет                     | Нет                     |
| Технические характеристики                   |                         |                         |                         |
| Фокусное расстояние                          | 55-250 мм               | 55-250 мм               | 55-250 мм               |
| Эффективное фокусное расстояние (35 мм экв.) | 88-400mm                | 88-400mm                | 88-400mm                |
| Диафрагма (макс./мин.)                       | 1:4-5.6 / 1:22-32       | 1:4-5.6 / 1:22-32       | 1:4-5.6 / 1:22-32       |
| Конструкция                                  | 10 групп / 12 элементов | 10 групп / 12 элементов | 12 групп / 15 элементов |
| Лепестков диафрагмы                          | 7                       | 7                       | 7                       |
| Минимальная дистанция фокусировки            | 1.1 м                   | 1.1 м                   | 0.85 м                  |
| Максимальное увеличение                      | 0.31x                   | 0.31x                   | 0.29x                   |
| Угол изображения объектива                   |                         |                         |                         |
| Горизонтальный                               | 23°20'— 5°20'           | 23°20'— 5°20'           | 23°20'— 5°20'           |
| Вертикальный                                 | 15°40'— 3°30'           | 15°40'— 3°30'           | 15°40'— 3°30'           |
| Диагональный                                 | 27°50'— 6°15'           | 27°50'— 6°15'           | 27°50'— 6°15'           |
| Физические параметры                         |                         |                         |                         |
| Вес                                          | 390 гр                  | 390 гр                  | 375 гр                  |
| Диаметр объектива                            | 70 mm                   | 70 mm                   | 70 mm                   |
| Длина                                        | 108 мм                  | 108 мм                  | 111.2 мм                |
| Диаметр фильтра                              | 58 мм                   | 58 мм                   | 58 мм                   |
| Аксессуары                                   |                         |                         |                         |
| Кофр                                         | LP1019                  | LP1019                  | LP1019                  |
| Бленда                                       | ET-60                   | ET-60                   | ET-63                   |
| Другая информация                            |                         |                         |                         |
| Дата анонса                                  | Ноябрь 2007             | Июль 2011               | Август 2013             |
| Производство                                 | Нет                     | Да                      | Нет                     |
| Рекомендованная цена (в долларах)            | $255.00                 | $299.99                 | $399.99                 |